# سیارک ۱۲۷۲
سیارک ۱۲۷۲ (به انگلیسی: 1272 Gefion، نامگذاری:1931TZ1) هزار و دویست و هفتاد و دومین سیارک کشف شده‌است که در ۱۰ اکتبر ۱۹۳۱ و در هایدلبرگ کشف شد.
قدر مطلق سیارک برابر ۱۲٫۸۰ است.